# کله‌پاک‌کن
کله‌پاک‌کن (به انگلیسی: Eraserhead) فیلمی آمریکایی در سبک سوررئال و وحشت جسمی به نویسندگی، کارگردانی و تهیه‌کنندگی دیوید لینچ با بازی جک نانس، شارلوت استوارت، جین بیتس، جودیت آنا رابرتس، لارل نیر و جک فیسک محصول سال ۱۹۷۷ است.
این فیلم سیاه‌وسفید نخستین فیلم بلند دیوید لینچ بود که پس از چند فیلم کوتاه آن را کارگردانی کرد. ساخت آن با حمایت انستیتوی فیلم آمریکا در دورانی که لینچ در آنجا مشغول به تحصیل بود، صورت گرفت و در نهایت هفت سال طول کشید. فیلم دربارهٔ مردی به نام هِنری اسپنسر (با بازی جک نانس) است که در یک محوطه صنعتی متروکه زندگی می‌کند و از کودک ناقصش که شکل‌وشمایلی غیرطبیعی دارد، مراقبت می‌کند. در طول فیلم اسپنسر با رؤیاها یا توهماتی دربارهٔ بچه و یک زنِ داخلِ رادیاتور درگیر است.
تصویربرداری اصلی کله‌پاک‌کن به‌خاطر مشکلات مالی چندین سال به‌طول انجامید و با کمک‌های فیسک و همسرش سیسی اسپیسک بود که پیشروی کار میسر شد. فیلمبرداری این اثر در چند لوکیشن متعلق به بنیاد فیلم آمریکا در کالیفرنیا از جمله عمارت گری‌استون و تعدادی اصطبل متروک که لینچ در آن‌ها زندگی می‌کرد، انجام شد. لینچ و طراح صدا، آلن اسپلت پس از عایق‌بندی و ضدصدا کردن استودیو، به‌مدت یک سال بر روی صدای این فیلم کار کردند. موسیقی متن کله‌پاک‌کن شامل ترانه «در بهشت» است که پیتر آیورز برای این فیلم نوشت و همین‌طور یک موسیقی بی‌کلام با ارگ بادی اثرِ فتس والر.
در آغاز جمعیت کوچکی فیلم را دیدند و توجه چندانی بدان نشد. کله‌پاک‌کن پس از چندین پخش طولانی به‌صورت فیلم نیمه‌شب مورد توجه قرار گرفت. از زمان پخش فیلم، این اثر با نقدهای مثبتی روبرو شده و از لحاظ تجاری نیز موفق بوده و فیلمی کالت در نظر گرفته می‌شود. تصاویر سوررئال و گرایش‌های جنسی نهفته در درونمایه فیلم عناصری کلیدی محسوب می‌شوند. در سال ۲۰۰۴، کتابخانه کنگره، فیلم را برای حفظ و نگهداری در فهرست ملی ثبت فیلم قرار دارد.

## داستان
چهره هِنری اسپنسر بر روی سیاره‌ای در فضا دیده می‌شود. او دهانش را باز می‌کند و موجودی مانند اسپرماتوزون ظاهر می‌شود. مردی در سیاره اهرم‌ها را می‌کشد و آن موجود به طرفی شنا می‌کند.
در چشم‌انداز شهری صنعتی، هنری با خواربار خود به سمت خانه می‌رود. دختر زیباروی آن‌سوی راهرو جلوی هنری را در خارج آپارتمانش گرفته و به وی می گوید که دوست‌دخترش، مری، هنری را برای صرفِ شام با خانواده‌اش به خانه‌شان دعوت کرده‌است. هنری خواربارش را در آپارتمانش که پر از انباشته‌های خاک و گیاهان مرده است، رها می‌کند. آن شب، هنری به خانه مری می‌رود و مُعذب و ناشیانه با مادر او صحبت می‌کند. سر میز شام از او می‌خواهند که مرغی را برش دهد؛ پرنده روی بشقاب حرکت کرده و پیچ‌وتاب می‌خورد و خونش هنگام بریدن فوران می‌کند. بعد از شام، مادر مری هنری را به گوشه‌ای می‌برد و سعی می‌کند او را ببوسد. او به هنری می‌گوید که مری بچه او را به‌دنیا آورده و آن‌ها باید با هم ازدواج کنند. گرچه، مری مطمئن نیست که آنچه به‌دنیا آورده، یک بچه باشد.
این زوج به آپارتمان یک‌اتاقۀ هنری می‌روند و به مراقبت از نوزاد می‌پردازند؛ ملفوفی قنداق‌شده با چهره‌ای غیرانسانی و شبیه به مار که مشابه اسپرماتوزونی است که پیش‌تر دیده شده بود. بچه از خوردن هر غذایی امتناع کرده و بی‌وقفه و به‌شکلی غیرقابل تحمل گریه می‌کند. این صدا مری را هیستریک می‌کند و او هنری و بچه را ترک می‌کند. هنری سعی می‌کند که از بچه مراقبت کند و می‌فهمد که او برای نفس کشیدن تقلا می‌کند و درمی‌یابد که زخم‌های دردناکی در او شکل گرفته‌است.
هنری دچار توهماتی می‌شود و دوباره مرد توی سیاره را می‌بیند و نیز زنی را که داخل رادیاتور سکونت دارد و بیشتر موجودات اسپرم‌مانند را زیر پا له می‌کند. پس از برخوردی جنسی با دختر زیبای آن‌سوی راهرو رؤیایی دیگر می‌بیند که در آن زن داخل رادیاتور آواز می‌خواند («در بهشت») و در حالی که بی‌قرار است، سرش کنده می‌شود و سر گریان بچه جایگزین آن می‌شود. سر هنری از آسمان سقوط می‌کند و در خیابانی فرود می‌آید و می‌شکافد. پسربچه‌ای سر را پیدا می‌کند و به کارخانه مدادسازی می‌برد تا از آن چند پاک‌کن بسازند (دلیل عنوان فیلم).
پس از بیدار شدن، هنری به‌دنبال دختر زیبای آن‌سوی راهرو می‌گردد اما او را با مردی دیگر می‌یابد. هنری، درهم‌شکسته، به اتاقش بازمی‌گردد. او یک قیچی برمی‌دارد و برای اولین بار لباس‌های قنداق بچه را درمی‌آورد. مشخص می‌شود که بچه پوست ندارد؛ نوارهایی اعضای داخلی بدنش را به یکدیگر وصل کرده بودند و پس از بریدن کهنه‌ها از هم جدا می‌شوند و بیرون می‌ریزند. نفس بچه از درد بند می‌آید و هنری با قیچی بر اندام‌های او می‌زند. از زخم‌هایش مایع غلیظی فوران می‌کند که بچه را می‌پوشاند. نور اتاق زیاد می‌شود و چراغ‌ها به‌دنبال آن سوسو می‌زنند. همین‌که روشن و خاموش می‌شوند، کودک عظیم‌الجثه می‌شود. پس از خاموشی کامل چراغ‌ها سیاره‌ای که در ابتدای فیلم دیده شد، جایگزین سر بچه می‌شود. هنری در میان انبوهی از تراشه‌های پاک‌کن در حال گستردن ظاهر می‌شود. پهلوی سیاره می‌ترکد و درون آن مرد توی سیاره با اهرم‌ها که اکنون جرقه‌هایی منتشر می‌کنند، کشاکش می‌کند. هنری به‌گرمی توسط زن داخل رادیاتور به آغوش کشیده می‌شود و در این حین هم نور سفید و هم نویز سفید شدت می‌گیرند؛ پیش از اینکه صفحه سیاه و بی‌صدا شود.

## بازیگران
- جک نانس در نقش هنری اسپنسر
- شارلوت استوارت در نقش مری ایکس
- آلن جوزف در نقش آقای ایکس
- جین بیتس در نقش خانوم ایکس
- جودیت آنا رابرتس در نقش دختر زیباروی آنسوی راهرو
- لارل نیر در نقش زن داخل رادیاتور
- جک فیسک در نقش مرد توی سیاره

## درونمایه‌ها و تحلیل
طراحی صدای کله‌پاک‌کن از عناصر کلیدی آن محسوب می‌شود. فیلم دارای مشخصه‌های بصری برجستهٔ فراوانی است که با صداهای اطرافشان نیز هماهنگ هستند؛ همان‌طور که «ناله‌های بی‌وقفه» و «محیط شنیداری تهییج‌کننده» با آن‌ها هماهنگ هستند. سروصدای مناطق صنعتی در پس‌زمینهٔ همهٔ صحنه‌های فیلم شنیده می‌شود و فضایی «تهدیدآمیز» و «اعصاب‌خردکن» ایجاد می‌کند. از این ترفند در کارهایی مانند هفت دیوید فینچر و کمدی سیاه بارتون فینک ساختهٔ برادران کوئن هم استفاده شده‌است. جیمز ویرزبکی در کتابش موسیقی، صدا و فیلمسازان: سبک صوتی در سینما این صدای مزاحم پیاپی را «احتمالا ناشی از تخیلات اسپنسر» و موسیقی متن را «سرسختانه بی‌توجه به تفاوت میان واقعیت و خیال» توصیف می‌کند.  این فیلم همچنین روندی را در آثار بعدی لینچ در ارتباط دادن موسیقی داستانی به رویاها آغاز می کند؛ مانند وقتی که زن داخل رادیاتور در توالی طولانی رؤیاهای اسپنسر ترانهٔ «در بهشت» را می‌خواند. این رویه در «قسمت ۲» توئین پیکس هم وجود دارد که موسیقی حقیقی فیلم از رؤیاهای یکی از شخصیت‌ها به افکار بیداری او وارد می‌شود و همچنین در مخمل آبی روندی مشابه در آهنگ «در رؤیاها» از روی اوربیسن تکرار شده‌است.
کله‌پاک‌کن همچنین برای درونمایه‌های قوی جنسی مورد توجه واقع شده‌است. در اوایل فیلم لقاح دیده می‌شود؛ سپس هنری اسپنسر را شخصیتی می‌بینیم که از سکس می‌هراسد اما مجذوب آن است. حضور مکرر موجودات اسپرم‌مانند، از جمله بچه، در همه صحنه‌های جنسی فیلم دیده می‌شود. جذبهٔ نمایان «دختر همسایه‌ای» در زن داخل رادیاتور وقتی که در حین اجرای قطعه موسیقی‌اش با خشونت موجودات اسپرم‌مانند اسپنسر را له می‌کند و خشمگینانه به او خیره می‌شود، از بین می‌رود. دیوید جی اسکل در کتابش نمایش هیولا: تاریخچه‌ای فرهنگی از ژانر وحشت فیلم را این‌گونه توصیف می‌کند: «در این فیلم تولید مثل انسان همانند یک نمایش غریب فلاکت‌بار به تصویر کشیده شده؛ کاری که فقط مناسب افراد ملعون است.» اسکل همچنین به خصیصه‌ای متفاوت از زن داخل رادیاتور اشاره می‌کند و به او به این شکل می‌نگرد:  «به‌شدت چشم‌انتظارِ ستایش و پسند یک مخاطب نادیده» مارک الین استوارت در کتابش با نام دیوید لینچ رمزگشایی‌شده زن داخل رادیاتور را ذهن ناهشیار اسپنسر می‌داند؛ تجلی‌ای از میل درونی هِنری برای کشتن فرزندش که پس از این کار او را در آغوش می‌گیرد؛ گویی برای اینکه که خیال هِنری را راحت کند که کار درستی انجام داده‌است.
شخصیت اسپنسر در فیلم یک آدم ساده و معمولی است؛ چهرهٔ بی‌حالت و لباس‌های ساده‌اش او را یک کهن‌الگوی راستین نگه می‌دارد. در طول فیلم اسپنسر گونه‌ای رخوت و سکونِ صلح‌جویانه و سرنوشت‌باور از خود نشان می‌دهد و می‌گذارد وقایع محیط اطرافش، بی‌آنکه تلاشی برای مدیریت آنها کند، رخ دهند. این رفتار منفعلانه در تنها اقدام وی در نقطه اوج فیلم به پایان می‌رسد؛ عمل بچه‌کشی ظاهری او تحت تأثیر رخدادهای تحکم‌آمیز و کنترل‌کننده زندگی‌اش هدایت می‌شود. منتقدانی همچون کولان اودل و میشل لو بلان این رخوت و سکون را پیش‌درآمدی بر داستان مصور عصبانی‌ترین سگ دنیا نوشتهٔ دیوید لینچ می‌دانند.

## تولید

### پیش‌تولید
نویسنده و کارگردان، دیوید لینچ، پیش‌تر قصد داشت نقاش شود و در این زمینه درس خوانده بود و چندین فیلم کوتاه برای انیمیشن کردن نقاشی‌هایش ساخته بود. با این حال، در سال ۱۹۷۰ تمرکزش را معطوف فیلمسازی کرد و در ۲۴ سالگی بورسیه‌ای را در مرکز مطالعات پیشرفتهٔ فیلم در انستیتوی فیلم آمریکا پذیرفت. لینچ از این دوره بیزار بود و در نظر داشت ترک تحصیل کند اما پس از اینکه به او فرصت دادند تا فیلمی با  فیلمنامه‌ خودش بسازد، نظرش عوض شد. به او اجازه دادند از تمام محوطه دانشگاه برای ساخت فیلم استفاده کند. او اصطبل‌های بلااستفاده دانشگاه را تبدیل به صحنه‌های فیلمبرداری کرد و در همانجا هم زندگی می‌کرد. به‌علاوه، عمارت گری‌استون که آن هم متعلق به انستیتوی فیلم آمریکا بود، برای بسیاری از صحنه‌ها استفاده شد.
لینچ در آغاز بر روی فیلمنامه‌ای با نام کمرباغ کار کرده بود که بر اساس نقاشی او از پیکری خمیده بود که روی کمرش گیاه روییده بود. کمرباغ فیلمنامه‌ای سوررئالیستی درباره رابطهٔ جنسی نامشروع بود که حشره‌ای پیوسته در حال رشد را نشان می‌داد که نماد شهوت مردی برای همسایه‌اش بود. ماحصل این فیلمنامه، فیلمی به‌مدت حدوداً ۴۵ دقیقه می‌شد که انستیتوی فیلم آمریکا دریافت برای چنین فیلمنامهٔ غیرخطی‌ تمثیلی‌ای بیش از حد طولانی است. به‌جای آن، لینچ فیلم‌نامهٔ کله‌پاک‌کن را پیشنهاد داد که بر اساس یک رؤیاپردازی شکل گرفته بود که در آن یک پسربچه، سر مردی را به کارخانه مدادسازی می‌برد. چندین عضو هیئت‌مدیره انستیتوی فیلم آمریکا همچنان مخالف ساختن چنین کار سوررئالی بودند اما پس از اینکه رئیس فرانک دانیل تهدید کرد که اگر قرار باشد این کار رد شود، استعفا می‌دهد، با بی‌میلی پذیرفتند. فیلمنامه لینچ برای کله‌پاک‌کن تحت تأثیر مطالعاتش به‌عنوان یک دانشجوی سینما بود. رمان کوتاه مسخ (۱۹۱۵) اثر فرانتس کافکا و داستان کوتاه «دماغ» اثر نیکلای گوگول تأثیری قوی روی فیلمنامه کله‌پاک‌کن گذاشتند. لینچ همچنین در مصاحبه‌ای با مترو سیلیکون ولی تأیید کرد که فیلم زمانی «شکل گرفت» که کتاب مقدس را باز کرد؛ آیه‌ای از آن خواند و آن را بست. با نگاهی به گذشته، لینچ نمی‌توانست به‌خاطر بیاورد که آیه از عهد عتیق بوده یا عهد جدید. لینچ در سال ۲۰۰۷ گفت: «باور کنید یا نه، کله‌پاک‌کن معنوی‌ترین فیلم من است.»
همچنین تصور می‌رود که فیلمنامه این فیلم تأثیرگرفته از ترس لینچ از پدر بودن بوده‌است. دختر او، جنیفر، با اختلال شدید پاچنبری به‌دنیا آمده بود که نیازمند چندین جراحی ترمیمی در کودکی بود. جنیفر گفته که لقاح غیرمنتظره خود او و نقایص مادرزادی‌اش اساس درونمایه‌های فیلم بوده‌اند. فضای فیلم همچنین تأثیرگرفته از دوران زندگی لینچ در محله‌ای پرآشوب در فیلادلفیا شکل گرفته بود. لینچ و خانواده‌اش پنج سال از زندگی را در محیطی مملو از «خشونت، نفرت و چرک» گذراندند. آن ناحیه یک «منطقه فقیر جنایت‌زده» توصیف شده‌است که الهام‌بخش پس‌زمینه شهری کله‌پاک‌کن بود. لینچ با توصیف این دوره از زندگی‌اش گفت: «چیزهای بسیاری در فیلادلفیا دیدم که نمی‌توانستم باور کنم... زنی بالغ را دیدم که پستان‌هایش را به‌دست گرفته و مانند یک کودک صحبت می‌کرد و گله داشت که نوک پستان‌هایش درد می‌کند. اینجور چیزی موجب تنزل شما در زندگی می‌شود.» منتقد فیلم، گرگ اولسون، در کتابش، دیوید لینچ: تاریک زیبا، نوشت که این دوران به‌وضوح با دوران کودکی کارگردان در شمال غربی آرام در تضاد بود و در کارگردان «دیدگاهی دوقطبی و بهشت و جهنمی از آمریکا» ایجاد کرد که متعاقباً فیلم‌های او را شکل داد.
انتخاب اولیهٔ بازیگران در سال ۱۹۷۱ آغاز و جک نانس سریعاً برای نقش اصلی انتخاب شد. با این حال، کارکنان انستیتوی فیلم آمریکا مقیاس پروژه را دست کم گرفته بودند. آن‌ها در ابتدا به ساختِ کله‌پاک‌کن چراغ سبز نشان داده بودند؛ چرا که با دیدن فیلمنامه‌ای بیست‌ویک صفحه‌ای و با فرض نسبت معمول صنعت فیلم که هر صفحه فیلم‌نامه، معادل یک دقیقه فیلم است، تصور می‌کردند که مدت زمان کار بیش از بیست دقیقه نیست. این سوءتفاهم با کارگردانی موشکافانه خود لینچ همراه گشت و باعث شد که فیلم برای چندین سال در مرحله تولید باقی بماند. یک نمونه افراطی از این برنامه کاری سنگین و پرزحمت، صحنه‌ای از فیلم است که با باز کردن دری توسط شخصیت نانس شروع می‌شود و فیلمبرداری و ساخت ورودِ شخصیت او به درون اتاق، یک سال زمان برد. با این حال، نانس خود را وقف ساختن فیلم کرده بود و در تمام زمان ساخت فیلم، مدل موی نامتعارفی را که شخصیتش لازم داشت، حفظ کرد.

### فیلمبرداری
با حمایت و کمک‌های مالی منظم از سوی دوست دوران کودکی لینچ، جک فیسک و همسر فیسک، سیسی اسپیسک، تولید فیلم چندین سال ادامه یافت. وجوه اضافی توسط همسر نانس، کاترین ای. کولسن، فراهم شد که پیشخدمت بود و درآمدش را به او می‌داد و نیز توسط خود لینچ که در تمام طول تصویربرداری اصلی فیلم روزنامه پخش می‌کرد. در طی یکی از وقفه‌های متعدد در فیلمبرداری، لینچ توانست فیلم کوتاه مقطوع‌العضو را بسازد و از تمایل انستیتوی فیلم آمریکا به امتحان فیلم خام جدید پیش از اقدام به خرید عمده استفاده کند. این قطعه کوتاه با بازی کولسن همراه بود که همکاری‌اش با لینچ را با بازی در نقش تکنیسین برای کله‌پاک‌کن ادامه داد. دست‌اندرکاران تولید کله‌پاک‌کن بسیار کم بودند؛ متشکل از لینچ؛ طراح صدا آلن اسپلت؛ فیلمبردار هرب کاردوِل که کار را به دلایل مالی ترک کرد و فردریک المز جایگزین او شد؛ مدیر تولید و مسئول وسایل و لوازم صحنه، دورین اسمال و کولسن که در نقش‌های مختلفی کار کرد.

گمان می‌رود که لینچ از یک خرگوش برای خلق نوزاد بیگانه‌مانند اسپنسر استفاده کرده‌است.

جلوه‌های فیزیکی استفاده‌شده برای خلق کودک ناقص را مخفی نگه داشته‌اند. لینچ چشمان آپارات‌چی‌ای را که بر روی راش‌های فیلم کار می‌کرد، برای پرهیز از افشای ماهیت وسیله صحنه می‌بست و او در مصاحبه‌های بعدی‌اش نیز از صحبت و توضیح درباره این جلوه‌ها امتناع کرده‌است. این وسیله صحنه — که نانس به آن لقب اسپایک داده بود — شامل چندین قطعهٔ کارامد بود؛ گردن، چشم‌ها و دهانش قادر به حرکت و عمل مستقل بودند. لینچ نظرات سربسته‌ای در مورد وسیلهٔ صحنهٔ مورد استفاده‌اش ابراز نموده و گهگاه گفته که «در همین نزدیکی‌ها زاده شده بود» یا «شاید پیدا شده باشد». جان پترسون از گاردین حدس زده‌است که این وسیله از خرگوشی پوست‌کنده یا جنین بره ساخته شده باشد. این بچه را پیش‌درآمدی بر مولفه‌های دیگری از فیلم‌های لینچ مانند گریم جان مریک در مرد فیل‌نما (۱۹۸۰) و ماسه‌کرم‌های تلماسه (۱۹۸۴) می‌دانند.
در طول تولید، لینچ روشی را آزمایش کرد که طی آن، مکالمه‌ای را که از لحاظ آوایی از آخر گفته شده، ضبط و صدای آن را برعکس پخش کرد. گرچه این روش در کله‌پاک‌کن استفاده نشد، لینچ در «قسمت ۲» مجموعه تلویزیونی توئین پیکس (۱۹۹۰) آن را به‌کار گرفت. لینچ همچنین در زمان ساختن فیلم به درون‌پویی متعالی علاقمند شد، رژیم غذایی گیاه‌خواری اختیار نمود و سیگار و الکل را ترک کرد.

### پس‌تولید
لینچ با آلن اسپلت برای طراحی صدای فیلم کار همکاری کرد. این دو برای عایق‌بندی استودیویشان پوشش ضدصدا تهیه و آماده کردند؛ استودیویی که تقریباً یک سال را در آن صرف ساختن و ویرایش جلوه‌های صوتی فیلم کردند. حاشیه صوتی فیلم به‌شدت چندلایه است؛ از جمله شامل پانزده صدای متفاوت که به‌طور همزمان با استفاده از چندین نوار صدا پخش می‌شوند. صداها به شکل‌های مختلفی ساخته شدند. برای یکی از صحنه‌ها که در آن تختی به آرامی در استخری از مایع حل می‌شود، لینچ و اسپلت میکروفونی را درون یک بطری پلاستیکی قرار دادند و آن را در وان حمام غوطه‌ور کردند و صدای هوای دمیده‌شده از توی بطری را ضبط کردند. پس از ضبط شدن، صداها با تغییراتی در زیروبمی، بازآوایش و فرکانسشان، تقویت شدند.
پس از یک نمایش آزمایشی و مواجهه با واکنش‌های منفی که لینچ معتقد است در آن حاشیه صوتی را با صدای خیلی بالایی میکس کرده بود، کارگردان بیست دقیقه از فوتیج فیلم را کاهش داد و طول فیلم را به ۸۹ دقیقه رساند. در میان فوتیج‌های بریده‌شده صحنه‌ای هست که کولسن به‌عنوان مامای بچه حضور دارد و در صحنه‌ای دیگر مردی با یک باتری ماشین دو زن را — که بازیگر یکی از آن‌ها باز هم کولسن است — شکنجه می‌کند و دیگر، صحنه‌ای که در آن اسپنسر با گربه‌ای مرده ور می‌رود.

## موسیقی متن
حال‌وهوا و فضای کله‌پاک‌کن و موسیقی متن آن تحت تأثیر دوران فراصنعتی فیلادلفیا بود. لینچ در دورانی که برای تحصیل نقاشی در آکادمی هنرهای زیبای فیلادلفیا در آن شهر زندگی می‌کرد، مجذوب ناامنی دائمی آنجا شد و آن را هم «مکانی ناسالم، پیچیده، خشن، هولناک و در حال گندیدن» و در عین حال «زیبا، اگر از زاویه‌ای درست آن را ببینید» توصیف نمود. موسیقی متن برای کله‌پاک‌کن توسط آی.آر.اس. رکوردز در سال ۱۹۸۲ منتشر شد. دو آهنگ در آلبوم وجود دارد که یکی از آنها گزیده‌ای از موسیقی ارگ از فتس والر و دیگری ترانه «در بهشت» است که پیتر آیورز آن را برای فیلم نوشت. این موسیقی متن در ۷ اوت ۲۰۱۲ توسط سیکرید بونز رکوردز در تعداد محدود ۱٬۵۰۰ نسخه دوباره منتشر شد. ژانر این موسیقی متن اینداستریال و دارک امبینت است. این آلبوم را پیش‌نمایی از سبک موسیقی دارک امبینت می‌دانند و وجود نویز در پس‌زمینه و نشانه‌های غیرموسیقیایی آن توسط مارک ریچاردسون از پیچفورک به شکل «صدا آهنگ (دو واژه) به معنای واقعی کلمه» توصیف شده‌است.

## انتشار

### گیشه
نمایش نخست کله‌پاک‌کن در جشنواره فیلم فیلمکس در لس آنجلس در ۱۹ مارس ۱۹۷۷ بود. در شب افتتاحیه فیلم بیست‌وپنج نفر حضور داشتند و بیست‌وچهار نفر شب بعد آن را دیدند. با این حال، بن بارنهولتس، رئیس شرکت توزیع‌کننده فیلم، لیبرا فیلمز، سالن سینمای محلی، سینما ویلیج را ترغیب کرد که فیلم را به‌شکل «فیلم نیمه‌شب» پخش کند که این کار یک سال ادامه یافت. پس از این، فیلم برای ۹۹ هفته در ویورلی سینمای نیویورک پخش شد؛ در سینما راکسی در سان فرانسیسکو به‌مدت یک سال از ۱۹۷۸ تا ۱۹۷۹ پخش نیمه‌شب داشت و حق قانونی پخش در سینما نیوآرت در لس آنجلس را به‌مدت سه سال از ۱۹۷۸ تا ۱۹۸۱ به‌دست آورد. در طی یک دوره نمایش در نیویورک و لس آنجلس به‌مدت تقریباً دو سال، انیمشین کوتاه مارچوبه (۱۹۷۹) ساخته‌شده توسط سوزان پیت در کنار کله‌پاک‌کن نمایش داده می‌شد.
کله‌پاک‌کن یک موفقیت تجاری بود و ۷ میلیون دلار در ایالت متحده آمریکا و ۱۴٬۵۹۰ دلار در سایر مناطق درآمد ناخالص داشت. کله‌پاک‌کن همچنین در جشنواره فیلم لندن ۱۹۷۸ و جشنواره فیلم تلیوراید ۱۹۸۶ به نمایش درآمد.

### بازخوردها
هنگام انتشار کله‌پاک‌کن، ورایتی نقدی منفی برایش نوشت و فیلم را «اجرایی کج‌سلیقه و تهوع‌انگیز» نامید. این نقد مدت طولانی تولید فیلم را مورد تردید قرار داد و پایان آن را غیرقابل مشاهده توصیف کرد. تام باکلی منتقد نیویورک تایمز با مقایسه کله‌پاک‌کن با فیلم بعدی لینچ، مرد فیل‌نما نوشت که در حالی که دومی فیلمی خوش‌ساخت با بازیگرانی چیره‌دست بود، کله‌پاک‌کن از چنین ویژگی بی‌بهره است. باکلی کله‌پاک‌کن را «به‌شدت متظاهر و پرمدعا» خواند و نوشت که جنبه‌های ترسناک فیلم تنها ناشی از ظاهر کودک ناقص هستند و نه از فیلمنامه یا بازی‌ها. در سال ۱۹۸۴، لوید رُز منتقد آتلانتیک نوشت که کله‌پاک‌کن نشان داد که «لینچ یکی از خالص‌ترین سوررئالیست‌هایی است که تاکنون در عرصه سینما کار کرده‌است». رز فیلم را به‌شدت شخصی توصیف کرد و دریافت که برخلاف فیلم‌های سوررئالیستی قبلی مانند سگ اندلسی (۱۹۲۹) یا عصر طلایی (۱۹۳۰) ساخته لوئیس بونوئل تصویرسازی لینچ «از فیلم‌هایش با ما ارتباط برقرار نمی‌کند؛ ما در آنها غرق می‌شویم». در نقدی برای شیکاگو تریبون در سال ۱۹۹۳ مایکل ویلمینگتون کله‌پاک‌کن را منحصربه‌فرد توصیف نمود و گفت که «شدت و حدت» و «وضوح کابوس» فیلم نتیجه توجه لینچ به جزئیات در خلق آن به‌خاطر درگیری او در نقش‌هایی بسیار زیاد در طول تولید فیلم بوده‌اند. جاناتان رزنبام در مقاله‌ای در سال ۱۹۹۵ با عنوان «انگاره‌های بد: هنر و خط‌مشی توئین پیکس» نوشت که کله‌پاک‌کن بهترین اثر لینچ بود. رزنبام نوشت که استعداد هنری کارگردان پس از آنکه محبوبیتش افزایش یافت، افول کرد و فیلم را با از ته دل وحشی — آخرین فیلم بلند لینچ در آن زمان — مقایسه کرد و گفت که «حتی سرسری‌ترین مقایسه میان کله‌پاک‌کن و از ته دل وحشی افت هنری شدیدی را آشکار می‌سازد که به‌سختی می‌توان باور کرد یک فرد واحد، هردو فیلم را ساخته‌است». جان سایمون از نشنال ریویو کله‌پاک‌کن را «مشمئزکننده برای هواداران فیلم‌های کالت» خواند.
استقبال امروزی از فیلم بسیار مطلوب بوده‌است. در راتن تومیتوز فیلم با میانگین امتیاز ۸٫۴ از ۱۰ دارای ۹۰٪ نظر مساعد طبق ۶۷ نقد است. اجماع انتقادی این وبگاه می‌گوید: «کله‌پاک‌کن سوررئال دیوید لینچ از عوامل بصری پر از جزئیات و موسیقی‌ای مورمورکننده استفاده می‌کند تا نگاهی عجیب و آزاردهنده به ترس مردی از والد بودن ایجاد کند.» در متاکریتیک این فیلم دارای میانگین امتیاز ارزیابی‌کننده ۸۷ از ۱۰۰ بر اساس نظر ۱۵ منتقد است که نشانی از «تحسین همگانی» است.
استیو بیرد که برای مجله امپایر نوشت، به فیلم امتیاز پنج ستاره از پنج داد. او نوشت که این فیلم «بسیار بنیادشکن‌تر و لذت‌بخش‌تر از تلاش‌های هالیوودی بعدی [لینچ]» بود و روی ترکیب وحشت جسمی سوررئالیستی و کمدی سیاه آن تأکید کرد. آلمار هافلیدیسون منتقد بی‌بی‌سی به کله‌پاک‌کن سه ستاره از پنج داد و آن را «یک فیلم بلند معمولی بر مبنای استانداردهای بعدی [لینچ]» توصیف نمود. هافلیدیسون نوشت که فیلم گردآوری ایده‌های کمابیش مرتبط بود و اضافه کرد که «آنچنان آکنده از تصویرسازی‌های سوررئال است که می‌توان تقریباً بی‌نهایت برداشت و تفسیر شخصی از موضوع آن کرد». برداشت خود منتقد از این درونمایه‌ها این بود که این‌ها نشانه‌ای از ترس از تعهد و مسئولیت شخص است و شامل «یک احساس نهفته جنسی قوی» بودند. نیتن لی منقد ویلج ویس  استفاده از صدا را در فیلم تحسین کرد و نوشت «دیدن فیلم به‌تنهایی هیچ معنایی نمی‌دهد؛ بیننده باید همچنین آن را بشنود». او طراحی صدای فیلم را اینگونه توصیف کرد: «[صداهایی که از] صدفی میان‌کهکشانی به گوش غولی دچار توهم ناشی از ال‌اس‌دی می‌رسد.»
پیتر بردشاو منتقد گاردین نیز فیلم را ستایش نمود و به فیلم پنج ستاره از پنج داد. بردشاو آن را فیلم زیبایی دانست و طراحی صدای آن را اینگونه توصیف کرد: «نالیدن صنعتی، گویی درون کارخانه‌ای در حال ویرانی یا جانداری غول‌پیکر در حال مرگ فیلمبرداری شده‌است.» او آن را با بیگانه (۱۹۷۹) ریدلی اسکات مقایسه کرد. جیسون انکینی منتقد آل‌مووی به فیلم امتیاز پنج ستاره از پنج داد. او روی طراحی صدای آشفته‌کننده فیلم تأکید کرد و آن را «استعاره‌ای قابل تفسیر» توصیف نمود. او نوشت که کله‌پاک‌کن وسواس‌هایی فکری را آغاز می‌کند که در ادامه حرفه [لینچ] با او همراه است و ادامه داد که به باور او، سوررئالیسم فیلم موجب درک بهتر فیلم‌های بعدی کارگردان شد. مارک اوانز، فیلمساز ولزی، در مقاله‌ای برای دیلی تلگراف هم طراحی صدا و هم توانایی لینچ در «اینهمه عجیب جلوه دادن چیزهای عادی» را ستود و فیلم را الهام‌بخش کار خود می‌دانست. نقدی از فیلم در همین روزنامه کله‌پاک‌کن را با کارهای نمایشنامه‌نویس ایرلندی، ساموئل بکت، مقایسه و آن را نقیضه‌ای آشفته از زندگی خانوادگی توصیف کرد. منولا دارگیس منتقد نیویورک تایمز دربارهٔ فیلم چنین نوشت: «روایتی که چندان سرراست نیست، بلکه هنر گردهم‌آوری مولفه‌های سوررئالیستی است». دارگیس نوشت که تصویرسازی فیلم، نقاشی‌های فرانسیس بیکن و مستند ژرژ فرانژو، خون حیوانات، محصول سال ۱۹۴۹ را تداعی می‌کند. فیل هال منتقد فیلم ترت کله‌پاک‌کن را بهترین فیلم لینچ نامید و باور داشت که بروندادهای بعدی کارگردان نتوانستند به خوبی آن باشند. فیل هال همچنین روی حاشیه صوتی فیلم و کمدی جسمانی «چاپلین‌گونه» نانس به‌عنوان عناصر برجسته فیلم تأکید کرد.

### رسانه خانگی
کلمبیا پیکچرز کله‌پاک‌کن را در ۷ اوت ۱۹۸۲ بر روی نوار وی‌اچ‌اس منتشر کرد. شرکت آمبرلا انترتینمنت در استرالیا فیلم را در ۱ اوت ۲۰۰۹ روی دی‌وی‌دی و در ۹ مه ۲۰۱۲ روی بلوری منتشر کرد؛   نسخهٔ آمبرلا انترتینمنت شامل یک فیلم بلند ۸۵ دقیقه‌ای درباره چگونگی ساخت فیلم بود. دیگر انتشارهای رسانه خانگی فیلم شامل انتشارهای دی‌وی‌دی توسط یونیورسال پیکچرز در ۲۰۰۱، سبورسیو انترتینمنت در ۲۰۰۶، اسکن‌باکس انترتینمنت در ۲۰۰۸ و انتشاری از کرایتریون کلکشن روی دی‌وی‌دی و بلوری در سپتامبر ۲۰۱۴ بودند.

## میراث
در سال ۲۰۰۴، کله‌پاک‌کن به منظور حفاظت در فهرست ملی ثبت فیلم توسط کتابخانه کنگره ایالات متحده ثبت شد. انتخاب برای ثبت زمانی صورت می‌پذیرد که فیلمی «از نظر فرهنگی، تاریخی یا زیبایی‌شناختی قابل توجه» پنداشته شود. کله‌پاک‌کن که مسیر محبوبیت یافتن پدیده فیلم نیمه‌شب را در اواخر دهه ۱۹۶۰ و دهه ۱۹۷۰ را هموار کرد، یکی از سوژه‌های مستند فیلم‌های نیمه‌شب: از حاشیه تا جریان اصلی (۲۰۰۵) بود. لینچ در این مستند حاضر شد و در چند مصاحبه شرکت کرد. این مستند شش فیلم را دربرمی‌گیرد که ایجادکننده و زمینه‌ساز محبوبیت این ژانر محسوب می‌شوند؛ فیلم‌های دیگر شب مردگان زنده، ال توپو، فلامینگوهای صورتی، زندگی هرچه سخت‌تر گردد و فیلم راکی هارور هستند. در سال ۲۰۱۰، انجمن منتقدان فیلم آنلاین فهرستی از ۱۰۰ فیلم نخست کارگردانانی را تهیه کرد که  تصور می‌شد بهترین فیلم‌های بلند آنان باشد. در این نظرسنجی کله‌پاک‌کن پس از همشهری کین (۱۹۴۱) ساخته اورسن ولز در جایگاه دوم قرار گرفت.
لینچ در فیلم‌های بعدی با بیشتر بازیگران و دست‌اندرکاران کله‌پاک‌کن دوباره همکاری کرد. فردریک المز فیلمبرداری مخمل آبی (۱۹۸۶)، گاوچران و مرد فرانسوی (۱۹۸۸) و از ته دل وحشی (۱۹۹۰) را بر عهده داشت. آلن اسپلت طراحی صدای مرد فیل‌نما (۱۹۸۰)، تلماسه (۱۹۸۴) و مخمل آبی را انجام داد. جک فیسک قسمت‌هایی از مجموعه تلویزیونی لینچ، روی آنتن (۱۹۹۲) را کارگردانی کرد و در فیلم‌های داستان استریت (۱۹۹۹) و جاده مالهالند (۲۰۰۱) طراح تولید بود. کولسن و نانس در توئین پیکس حضور داشتند و همچنین در تلماسه، مخمل آبی، از ته دل وحشی و بزرگراه گمشده (۱۹۹۷) به ایفای نقش پرداختند.
لینچ به‌دنبال انتشار کله‌پاک‌کن در تلاش بود تا برای پروژه بعدی خود رانی راکت بودجه فراهم کند؛ فیلمی «در مورد الکتریسیته و مردی سه‌فوتی با موهای سرخ». لینچ در آن زمان با تهیه‌کننده‌ای به نام استوارت کورنفلد ملاقات نمود. کورنفلد از کله‌پاک‌کن خوشش آمده بود و به تهیه‌کنندگی رانی راکت علاقه داشت. او آن موقع برای مل بروکس و بروکس‌فیلمز کار می‌کرد و وقتی ایندو فهمیدند یافتن بودجه کافی برای رانی راکت نامحتمل است، لینچ مصمم شد برای پروژه بعدی خود برخی فیلم‌نامه‌های از پیش نوشته‌شده را مدنظر قرار دهد. کورنفلد چهار فیلم‌نامه پیدا کرد که احتمال می‌داد مورد توجه لینچ قرار گیرند. با شنیدن عنوان مرد فیل‌نما کارگردان تصمیم گرفت که آن را فیلم دومش کند.
هنگام کار بر روی مرد فیل‌نما لینچ با استنلی کوبریک ملاقات کرد که به لینچ گفت کله‌پاک‌کن فیلم مورد علاقه اوست. کله‌پاک‌کن همچنین روی فیلم درخشش (۱۹۸۰) کوبریک اثرگذار بود. گفته شده که کوبریک فیلم را برای بازیگران و دست‌اندرکاران پخش نموده تا «آن‌ها را در حال‌وهوایی قرار دهد» که می‌خواسته فیلم داشته باشد. کله‌پاک‌کن همچنین فیلمی اثرگذار بر فیلم سایبرپانک ژاپنی تتسوئو: مرد آهنین (۱۹۸۹)، فیلم ترسناک تجربی تولد (۱۹۸۹) و نخستین کارگردانی دارن آرونوفسکی پی (۱۹۹۸) شناخته می‌شود. هنرمند سوئیسی، اچ. آر. گیگر، از کله‌پاک‌کن به‌عنوان «یکی از بهترین فیلم‌هایی که در تمام عمرش دیده بود» یاد کرد و گفت بیش از فیلم‌های خودش در تجلی بخشیدن به تصورات و خیال‌هایش نزدیک شده‌است. به گفته گیگر، لینچ همکاری با او روی تلماسه را رد کرد؛ زیرا احساس می‌کرد که گیگر «ایده‌های او را دزدیده» بود.

## برابرها
1. ↑  Greystone Mansion
2. ↑  Music, Sound and Filmmakers: Sonic Style in Cinema
3. ↑  David J. Skal
4. ↑  The Monster Show: A Cultural History of Horror
5. ↑  Mark Allyn Stewart
6. ↑  David Lynch Decoded
7. ↑  Everyman
8. ↑  Colin Odell
9. ↑  Michelle Le Blanc
10. ↑  The Angriest Dog in the World
11. ↑  Gardenback
12. ↑  Metro Silicon Valley
13. ↑  Greg Olson
14. ↑  David Lynch: Beautiful Dark
15. ↑  The Amputee
16. ↑  Spike
17. ↑  I.R.S. Records
18. ↑  Sacred Bones Records
19. ↑  sound track
20. ↑  Ben Barenholtz
21. ↑  Libra Films
22. ↑  Cinema Village
23. ↑  Waverly Cinema
24. ↑  Roxie Theater
25. ↑  Nuart Theatre
26. ↑  Suzan Pitt
27. ↑  Tom Buckley
28. ↑  Lloyd Rose
29. ↑  Michael Wilmington
30. ↑  Jonathan Rosenbaum
31. ↑  Bad Ideas: The Art and Politics of Twin Peaks
32. ↑  John Simon
33. ↑  Steve Beard
34. ↑  Almar Haflidason
35. ↑  Nathan Lee
36. ↑  Peter Bradshaw
37. ↑  Jason Ankeny
38. ↑  Marc Evans
39. ↑  Manohla Dargis
40. ↑  Blood of the Beasts
41. ↑  Phil Hall
42. ↑  Film Threat
43. ↑  Chaplinesque
44. ↑  Ronnie Rocket
45. ↑  Stuart Cornfeld
46. ↑  Mel Brooks
47. ↑  Stanley Kubrick
48. ↑  Darren Aronofsky
49. ↑  H. R. Giger